# Jozef Jarabinský
Jozef Jarabinský (* 12. března 1944, Jarabina, Slovenská republika) je bývalý československý fotbalista a fotbalový trenér rusínské národnosti.

## Fotbalová kariéra
Začínal v Prešově, v dorostu hrál za Slovan Bratislava a Bohemians Praha. V československé lize hrál za Bohemians Praha, Duklu Praha a Spartu Praha. V nižších soutěžích hrál za SONP Kladno a Meteor Praha. V Poháru UEFA nastoupil v 1 utkání.

## Ligová bilance
| Ročník                                   | Zápasy | Góly | Klub            |
| ---------------------------------------- | ------ | ---- | --------------- |
| 1. československá fotbalová liga 1964/65 | 25     | 8    | Bohemians Praha |
| 2. československá fotbalová liga 1965/66 | -      | -    | Bohemians Praha |
| 1. československá fotbalová liga 1966/67 | 19     | 2    | Bohemians Praha |
| 1. československá fotbalová liga 1967/68 | 24     | 7    | Bohemians Praha |
| 1. československá fotbalová liga 1968/69 | 5      | 1    | Dukla Praha     |
| 1. československá fotbalová liga 1969/70 | 23     | 5    | Sparta Praha    |
| 1. československá fotbalová liga 1970/71 | 11     | 1    | Sparta Praha    |
| 2. československá fotbalová liga 1971/72 | -      | -    | SONP Kladno     |
| 2. československá fotbalová liga 1972/73 | -      | -    | SONP Kladno     |
| CELKEM 1. liga                           | 107    | 25   |                 |

## Trenérská kariéra
Trénoval mládež ve Spartě Praha, Vagónku Poprad, Tatran Prešov, FC Nitra, AC Sparta Praha jako asistent a jako hlavní trenér, Gençlerbirliği SK, Betis Sevilla, SK Slavia Praha, FC Union Cheb, znovu AC Sparta Praha, Aris Soluň, Ankaragücü, Samsunspor, Antalyaspor, Göztepe Izmir, FC Baník Ostrava, opět AC Sparta Praha, znovu FC Baník Ostrava, Tianjin Teda FC a znovu Antalyaspor.